# Diego Domínguez
Diego Domínguez Llort (ur. 13 października 1991 w Saragossie) – hiszpański aktor, piosenkarz i tancerz.

## Życiorys

### Wczesne lata
Urodził się w Saragossie, w Hiszpanii jako syn Marii Carmen LLort i Emilio Domíngueza. Wychowywał się w Boquiñeni ze starszym bratem Ablem. Od siódmego roku życia uprawiał sztuki walki – boks i karate, a także rywalizował w tych dyscyplinach na poziomie zawodowym. Jako nastolatek zajął drugie miejsce w Hiszpanii w karate. Grywał też w piłkę nożną. Studiował w ESO Miguel de Molinos. 

### Kariera
W 2003, w wieku dwunastu lat został wybrany spośród trzynastu dzieci uczestniczących w programie La 1 EuroJunior. Jako 13-latek zaczął występować na scenie z zespołem 3+2, złożonym z finalistów muzycznego show Eurojunior. Po czterech latach koncertowania rozstał się z zespołem i wycofał się z muzyki, aby rozwinąć inną pasję – grę aktorską. 
Pojawił się na szklanym ekranie w kilku popularnych serialach, w tym Fisica o química, El secreto de Puente Viejo czy Aida. Jednak to rola Diego w serialu Disney Channel Violetta przyniosła mu największą sławę.
W 2012 został zaangażowany do odtwarzania roli Diego Hernandeza w południowoamerykańskiej produkcji telewizyjnej pt. Violetta. W listopadzie 2012, wraz z resztą obsady zaczął nagrania do drugiego sezonu serialu, który miał swoją premierę 30 czerwca 2013 (w Polsce 21 października 2013). Trzeci sezon swoją premierę miał natomiast 28 lipca 2014 w Argentynie. W Polsce premiera odbyła się 10 października 2014.
Występował na scenie jako Diego Hernández w przedstawieniu Violetta en vivo (2013-2014) i spektaklu Violetta Live (2015).

## Życie prywatne
Na planie produkcji Violetta poznał Clarę Alonso, z którą był związany od 2012 do kwietnia 2018. Diego Domínguez i Clara Alonso zwyciężyli we włoskim programie tanecznym Dance Dance Dance (2016).

## Filmografia
| Rok       | Tytuł                                | Rola            | Kanał                  |
| --------- | ------------------------------------ | --------------- | ---------------------- |
| 2010      | La pecera de Eva                     | Miguel          | Telecinco              |
| 2010      | Fisica o química                     | Andrés          | Antena 3               |
| 2011      | Sekret (El secreto de Puente Viejo)  | Leandro         | Antena 3               |
| 2011      | Aída                                 | Kevin           | Globomedia / Telecinco |
| 2013–2015 | Violetta                             | Diego Hernández | Disney Channel         |
| 2017      | Perdóname, Señor                     | Dani            | Telecinco              |
| 2018      | Wake Up                              | Ares            | Playz                  |
| 2019      | Derecho a soñar                      | Chema           | La 1                   |
| 2019      | Argentina, tierra de amor y venganza | Manuel Córdoba  | Canal 13               |

## Nagrody i nominacje
| Rok   | Nagroda                      | Kategoria                    | Tytuł    | Wynik     |
| ----- | ---------------------------- | ---------------------------- | -------- | --------- |
| 2014] | Kids Choice Awards Argentyna | Najlepszy aktor drugoplanowy | Violetta | Wygrana   |
| 2014] | Kids Choice Awards Meksyk    | Najlepszy antagonista        | Violetta | Nominacja |
| 2016  | Melty Future Awards          | Cool is everywhere           | –        | Wygrana   |

## Dyskografia

### Albumy studyjne
- 2004: Girando sin parar
- 2005: Mueve el esqueleto
- 2006: Un sitio ideal

### Albumy koncertowe
- 2004: 3+2 en concierto
- 2013: Violetta en Vivo[6]

### Ścieżki dźwiękowe
- 2005: Trollz: melenas a la moda
- 2013: Hoy somos más[7]
- 2014: Gira mi canción
- 2015: Crecimos Juntos